# بدر ياقوت
بدر ياقوت لاعب كرة قدم إماراتي، من مواليد 13 ديسمبر 1985 .

## مسيرته الكروية
لعب لأندية الأهلي والنصر و عجمان ومصفوت .

## وصلات خارجية
- بدر ياقوت على موقع الاتحاد الدولي (مؤرشف)  (الإنجليزية)
- بدر ياقوت على موقع ناشيونال فوتبول تيمز (الإنجليزية)

- بدر ياقوت